# Microtus hartingi
Microtus hartingi és una espècie de mamífer rosegador de la família dels cricètids. Viu a altituds d'entre 0 i 1.950 msnm al sud-est de Bulgària, Grècia, Macedònia del Nord, el sud de Sèrbia i bona part de Turquia. Originari d'Anatòlia, passà als Balcans en temps relativament recents. Els seus hàbitats europeus han patit una degradació considerable. Té una llargada de cap a gropa de 103-138 mm, la cua de 20-35 mm i un pes de 30-78 g. Fou anomenat en honor de l'ornitòleg i naturalista britànic James Edmund Harting. Durant molt de temps fou considerat una subespècie de M. guentheri.